# Terbium(III)-oxid
A terbium(III)-oxid, más néven terbium-szeszkvioxid egy ritkaföldfémnek, a terbiumnak az oxigénnel alkotott vegyülete, kémiai képlete Tb2O3. Kalciummal keverve p típusú félvezető.
Bázikus oxid, hígított savakkal majdnem színtelen terbiumsó képződése közben reagál.
{\displaystyle \mathrm {Tb_{2}O_{3}+6\ H^{+}\rightarrow 2\ Tb^{3+}+3\ H_{2}O} }
Kristályszerkezete köbös, rácsállandója a = 1057 pm.

## Előállítása
Terbium(III,IV)-oxid (Tb4O7) redukciójával állítják elő. A redukció hidrogéngázban történik 1300 °C-on, 24 órán keresztül.
{\displaystyle \mathrm {Tb_{4}O_{7}+H_{2}\rightarrow 2\ Tb_{2}O_{3}+H_{2}O} }

## Fordítás
- Ez a szócikk részben vagy egészben  a   Terbium(III) oxide című angol Wikipédia-szócikk ezen változatának fordításán alapul.  Az eredeti cikk szerkesztőit annak laptörténete sorolja fel. Ez a jelzés csupán a megfogalmazás eredetét és a szerzői jogokat jelzi, nem szolgál a cikkben szereplő információk forrásmegjelöléseként.